# 尼屋乡
尼屋乡，旧名忠玉乡，是中华人民共和国西藏自治区那曲市嘉黎县下辖的一个乡。

## 行政区划
尼屋乡下辖以下村级行政区划单位：
宁中岗村、浪沃村、扎西岗村、凯咔村、仲匝村、东业村、恰玉村、忠玉村、堆巴村、崩达村、萨旺村、白雄村、孜布村和依嘎村。